# José Leandro Andrade
José Leandro Andrade, urugvajski nogometaš, * 22. november 1901, Salto, Urugvaj, † 5. oktober 1957, Montevideo, Urugvaj.
Andrade je igral v urugvajski ligi za klube Bella Vista, Nacional, Peñarol in Wanderers, ter v argentinski ligi za kluba Atlanta in Lanús-Talleres. Z Nacionalom je osvojil naslov argentinskega državnega prvaka leta 1924 in podprvaka leta 1929, s Peñarolom pa naslov argentinskega državnega prvaka v letih 1932 in 1935 ter podprvaka v letih 1933 in 1934.
Za urugvajsko reprezentanco je nastopil na poletnih olimpijskih igrah v letih 1924 v Parizu in 1928 v Amsterdamu, obakrat pa je z reprezentanco osvojil naslov olimpijskega prvaka. Nastopil je tudi na prvem svetovnem prvenstvu leta 1930 v Urugvaju, ko je osvojil naslov svetovnega prvaka. Na tekmovanjih Copa América je z reprezentanco zmagal v letih 1923, 1924 in 1926, leta 1929 pa je bil tretji. Skupno je za reprezentanco med letoma 1923 in 1930 odigral 34 uradnih tekem in dosegel en gol.